# Boogie2988
Steven Jay Williams (sinh ngày 24 tháng 7 năm 1974), thường được biết với biệt danh Boogie2988 hoặc Boogie, là một nhân vật YouTube người Mỹ nổi tiếng với những video chê bai video game và văn hóa nerd dưới tên gọi "Francis". Nhân vật Francis dựa trên những định kiến về trò chơi điện tử và thường nhại theo những video game, văn hóa và reaction mới nổi. Williams lấy cảm hứng từ trải nghiệm thời niên thiếu của mình và nói anh muốn khán giả ghét nhân vật này vốn tượng trưng cho những định kiến về game thủ. Các video của Boogie2988 trải rộng từ chỉ trích châm biếm đến những thảo luận nghiêm túc về cuộc sống thường nhật, như là tính đạo đức của quảng cáo trả tiền trên các kênh YouTube, và kinh nghiệm của anh với sức khỏe tâm thần. Anh thắng giải Trending Gamer tại The Game Awards 2016.

## Tiểu sử
Steven Jay Williams sinh tại St. Paul, Virginia vào ngày 24 tháng 7 năm 1974. Ông thường thảo luận thời thơ ấu của mình, trong thời gian đó ông đã bị lạm dụng tâm thần và thể chất thường xuyên trong tay của mẹ mình. Anh ta bị lo lắng, PTSD và các bệnh tâm thần khác do hậu quả của việc lạm dụng. Williams đã cố tự tử khi còn là một thiếu niên, và một lần nữa sau cái chết của mẹ. Từ đó ông đã trở thành người ủng hộ phòng chống tự tử.

## Danh vọng
Williams được biết đến nhiều nhất vì những lời khen ngợi của anh về trò chơi điện tử và nền văn hoá nerd như nhân vật Francis của anh. Nhân vật này dựa trên khuôn mẫu của các game thủ và thường nhại lại tin tức trò chơi video có xu hướng, phản ứng và văn hóa. Williams dựa vào nhân vật trong những kinh nghiệm sống ban đầu của mình và nói rằng ông muốn người xem ghét nhân vật để thể hiện khuôn mẫu của người chơi. Các video của Boogie2988 dao động từ các câu chuyện ngớ ngẩn vô nghĩa đến những cuộc thảo luận nghiêm túc về cuộc sống hàng ngày, chẳng hạn như đạo đức của quảng cáo trả tiền trên các kênh YouTube. Ông đã giành được giải thưởng Người chơi Game tại Giải thưởng Game năm 2016.

## Liên kết ở bên ngoài
- Boogie2988 trên IMDb
- Boogie 2988 on YouTube